# Cipactonal

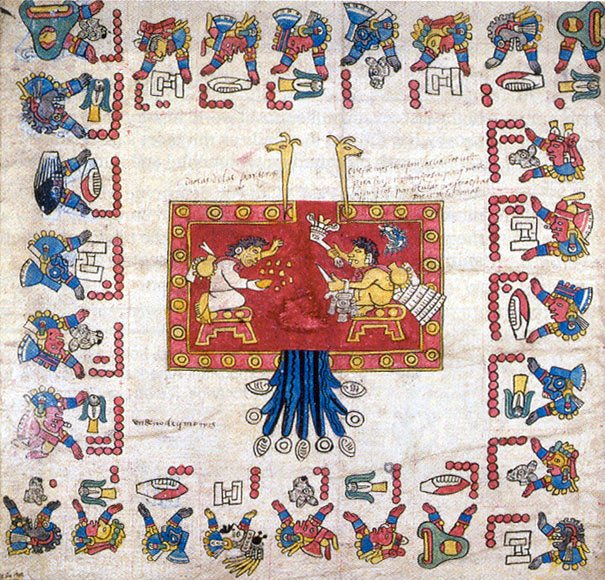
Oxomoco (à gauche) et Cipactonal dans le Codex Borbonicus

Cipactonal, est la déesse (ou dieu selon Bernardino de Sahagún) personnifiant le jour dans la mythologie aztèque. Cipactonal ne doit pas être confondue avec Cipactli.
Selon le Codex Vaticanus A, le dieu créateur Tonacatecuhtli «par sa parole, créa les premiers hommes, Oxomoco et Cipactonal». Selon l'Historia de los Mexicanos por sus pinturas, ce sont deux des quatre dieux primordiaux, Quetzalcóatl et Huitzilopochtli, qui, six cents ans après leur propre naissance, créèrent le couple primordial.
Ils sont considérés comme les créateurs du tonalamatl (le calendrier rituel).